# Fărcașele
Fărcașele est une commune roumaine située dans le județ d'Olt.